# Parafia Trójcy Przenajświętszej w Gałkowie
Parafia Trójcy Przenajświętszej w Gałkowie – rzymskokatolicka parafia wchodząca w skład dekanatu koluszkowskiego archidiecezji łódzkiej. Mieści się na obszarze powiatu łódzkiego wschodniego. Zrzesza ok. 3000 mieszkańców zamieszkujących miejscowości: Gałków Duży, Gałków Mały, Gałków-Parcela, Gałkówek-Kolonia i inne okoliczne wioski.

## Historia
Początkowo w Gałkowie istniał niewielki drewniany kościółek filialny przynależny do Parafii Brzezińskiej. Prawdopodobnie pochodził on z XVI wieku. Kościół ten został rozebrany w roku 1636. Na jego miejscu zbudowano większy kościół drewniany, który przetrwał aż do roku 1873.  
Parafia została erygowana 17 listopada 1636 roku przez arcybiskupa gnieźnieńskiego Jana Wężyka. 
Obecny kościół murowany został zbudowany w drugiej połowie XIX wieku (lata 1873–1879). W roku 1881 poświęcił go ks. Józef Kisielewski, ówczesny dziekan brzeziński. W roku 1879 zbudowano także „starą” plebanię. Obecna nowa plebania została wzniesiona w latach 2002–2005. 

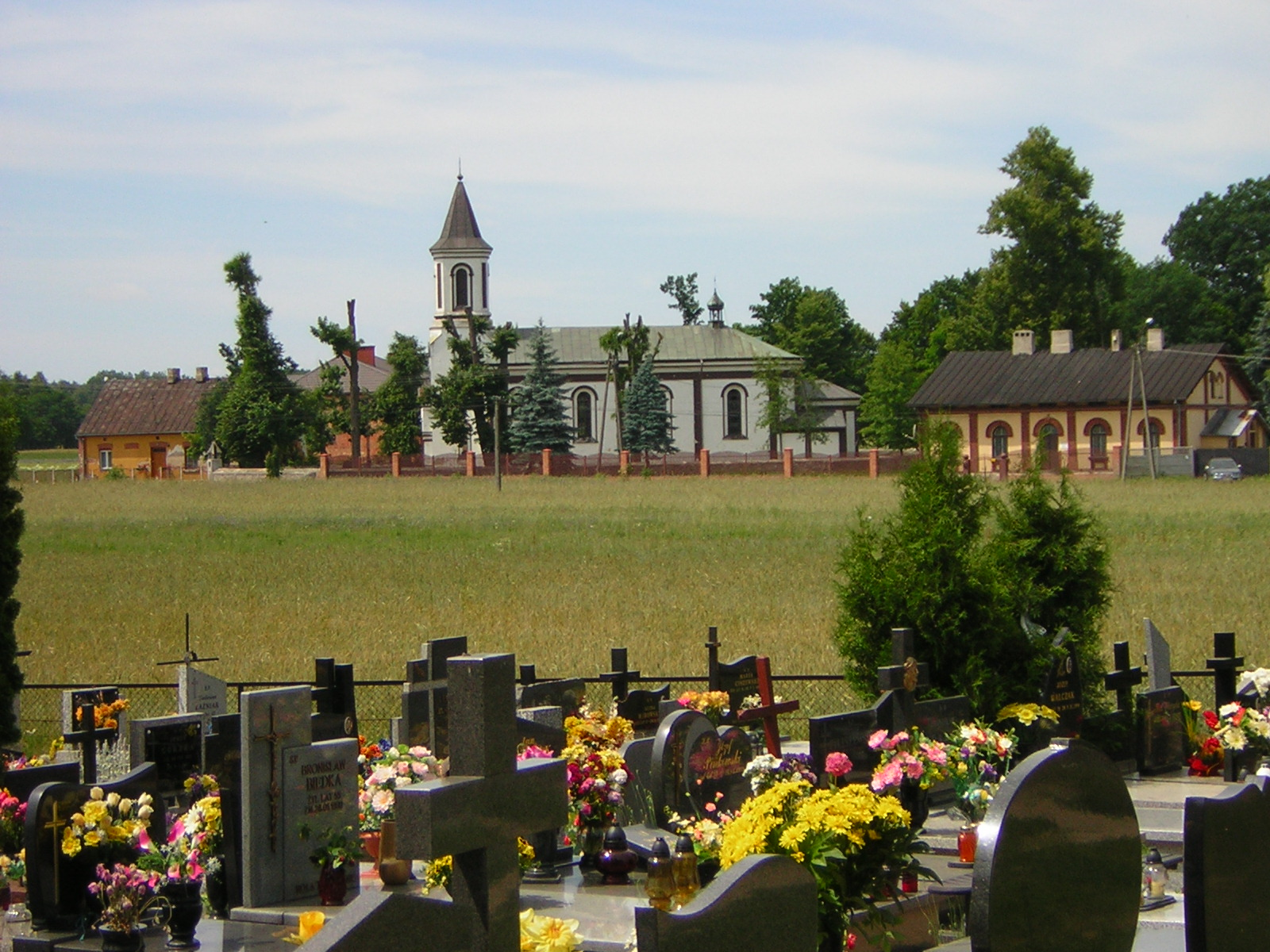
Kościół w Gałkówku

## Dotychczasowi proboszczowie
| Lata urzędowania                         | imię i nazwisko proboszcza lub administratora                   |
| ---------------------------------------- | --------------------------------------------------------------- |
| 1636–?                                   | ks. Marcin Cadecki                                              |
| 1695–1744                                | ks. Jan Piejkowski                                              |
| 1744                                     | ks. Gabriel Półcieński (jako administrator)                     |
| 1744–1773                                | ks. Stanisław Saganowski (ur. 1703, zm. 1773)                   |
| 1773–?                                   | ks. Jacek Dembowski (ur. 1708)                                  |
| 1798–1803                                | ks. Stanisław Piętkowski                                        |
| 1804–1815                                | ks. Norbert Rolski (zm. w czerwcu 1815)                         |
| 1815–1826                                | ks. Mateusz Mereszczyński                                       |
| 1826–1838                                | ks. Maurycy Nowicki (ur. 1796)                                  |
| 1839–1840                                | ks. Szymon Ratyński (jako administrator)                        |
| 1840–1873                                | ks. Honory Katyll (ur. 1798)                                    |
| 1873–1879                                | ks. Idzi Krykowski (ur. 1825)                                   |
| 1879, ponownie 1884–1885                 | ks. Ignacy Medyński (jako administrator)                        |
| 1879–1881                                | ks. Bertold Suchcicki (ur. 1839, zm. 1887)                      |
| 1881–1884                                | ks. Stanisław Piekalski (ur. 1825, zm. 1884)                    |
| 1885–1890                                | ks. Jan Aleksander Pawłowski (ur. 1855, zm. 1890)               |
| 1891–1896, ponownie 1908–1911, 1914–1915 | ks. Kazimierz Hill (ur. 1849, zm. 1932)                         |
| 1898–1901                                | ks. Jan Bielecki (ur. 1855)                                     |
| 1901–1902                                | ks. Władysław Serwatowicz (ur. 1864)                            |
| 1902–1903                                | ks. Apoloniusz Kaczyński (ur. 1868)                             |
| 1903–1906                                | ks. Stefan Gostkowski (ur. 1873, zm. 1942)                      |
| 1906–1908                                | ks. Adam Nitecki                                                |
| 1911–1915                                | ks. Jakub Nowakowski (ur. 1872, zm. 1937)                       |
| 1916–1926                                | ks. Antoni Machnikowski (ur. 1888, zm. 1942)                    |
| 1927–1929                                | ks. Emil Władysław Gielec (ur. 1896)                            |
| 1929–1930                                | ks. Józef Kacprzak (ur. 1891, zm. 1940)                         |
| 1930–1939                                | ks. Józef Egert (ur. 1893, zm. 1944)                            |
| 1940–1945                                | ks. Jan Kanty Ostrowski (ur. 1901, zm. 1966) jako administrator |
| 1945                                     | ks. Bolesław Kalinowski (ur. 1891, zm. 1957)                    |
| 1945–1971                                | ks. Adam Trzciński (ur. 1903, zm. 1974)                         |
| 1971–1986                                | ks. Bolesław Kazimierz Kopytek (ur. 1910, zm. 1997)             |
| 1986–1988                                | ks. Józef Dąbrowski (ur. 1930)                                  |
| 1988–2002                                | ks. Czesław Pytlos                                              |
| 2002–2019                                | ks. Sławomir Ochocki (ur. 1961, zm. 2019)                       |
| od 2019                                  | ks. Michał Pietrasik                                            |

## Grupy parafialne
Koło Inteligencji Katolickiej, Rada Parafialna, Koło Różańcowe, Grupa Męskiego Różańca, Zespół „Gałkowianie”, Schola Dziecięca, Grupa Młodzieżowa.  